# Chapuy
Chapuy é uma comuna da província de Santa Fé, na Argentina.